# Edwin Loeb
Edwin Loeb – amerykański prawnik. Był także członkiem założycielem Amerykańskiej Akademii Sztuki i Wiedzy Filmowej.